# Accons
Accons é uma comuna francesa na região administrativa de Auvérnia-Ródano-Alpes, no departamento de Ardèche.

## Demografia
Em 2006 Accons apresentava uma população de 438 habitantes, distribuídos por 203 lares.
| 1962 | 1968 | 1975 | 1982 | 1990 | 1999 | 2006 | - | - |
| --- | ---- | ---- | ---- | ---- | ---- | ---- | - | - |
| 336 | 277  | 289  | 378  | 375  | 419  | 438  | - | - |
| Para os censos de 1962 a 2006 a população legal corresponde à popolução sem duplicidades, segundo define o INSEE. |      |      |      |      |      |      |   |   |